# Trinkets (série de televisão)
Trinkets (bra: Gatunas) é uma série de televisão americana de drama adolescente, baseada no romance homônimo de 2013, de Kirsten Smith. A série foi criada por Smith, Amy Andelson e Emily Meyer. Foi lançada na Netflix em 14 de junho de 2019. Em 29 de julho de 2019, a série foi renovada para uma segunda e última temporada, lançada em 25 de agosto de 2020.

## Premissa
Elodie Davis, Moe Truax e Tabitha Foster tornam-se amigas depois de se conhecerem em uma reunião para pessoas viciadas em roubar, chamada de Shoplifters Anonymous (Ladrões de Loja Anônimos). As garotas têm personalidades e personalidades diferentes na escola, mantendo sua amizade em segredo: Elodie é introvertida; Moe prefere o estilo punk; enquanto Tabitha vem de uma família rica. Elas formam um vínculo profundo depois de descobrirem que todas têm o hábito de roubar em lojas. Cada uma também encontra força na outra ao lidar com seus próprios problemas, como questões familiares e escolares.

## Elenco e personagens

### Principal
- Brianna Hildebrand como Elodie Davis, uma adolescente cleptomaníaca socialmente desajeitada que se muda de Albuquerque, Novo México, para Portland, Óregon, para viver com seu pai, sua nova esposa e seu meio-irmão após a morte de sua mãe. Ela tem problemas para se ajustar à sua nova vida com o pai, mas forma um vínculo estreito com Moe e Tabitha para obter apoio.
- Kiana Madeira como Moe Truax, uma adolescente academicamente talentosa de uma família com dificuldades financeiras que também participa de reuniões da SA. Ela tem problemas de compromisso e confiança devido a seu pai ausente e com ficha criminal, mas é ferozmente leal à mãe e consegue formar um vínculo estreito com Elodie e Tabitha para obter apoio. Ela tem um relacionamento secreto com Noah Simos.
- Quintessa Swindell como Tabitha Foster, uma garota cleptomaníaca que vem de uma família rica. Ela luta com quem ela deveria ser para agradar a todos e quem ela quer ser para se fazer feliz, mas o vínculo estreito que ela tem com Moe e Elodie a ajuda a se reencontrar.
- Larry Sullivan como Doug Davis, o pai de Elodie que a incentiva a comparecer às reuniões da SA.
- Brandon Butler como Brady Finch, o namorado abusivo de Tabitha que usa a conexão de seu pai com Stanford para se ajudar e eventualmente chantageia Tabitha para um relacionamento. Ele está no time de futebol com Noah.
- Odiseas Georgiadis como Noah Simos, o interesse amoroso de Moe, cujo relacionamento com ela é secreto. Ele apoiou Moe e suas realizações acadêmicas e deseja tornar seu relacionamento público. Ele está no time de futebol com Brady e não sabe dos abusos de Brady com Tabitha.
- Linden Ashby como Whit Foster (2ª temporada; 1ª temporada recorrente), o pai de Tabitha que está tendo um caso e tenta ajudar Brady em sua inscrição para Stanford.
- Dana Green como Jenna Block, a madrasta de Elodie.
- Outubro Moore como Vicky Truax (2ª temporada; 1ª temporada recorrente), a mãe de Moe.

### Recorrente
- Henry Zaga como Luca Novak, o interesse amoroso de Tabitha e participante da SA. Ele já esteva envolvido com Sabine, mas ele terminou porque não era saudável.
- Parker Hall como Spencer Davis, filho de Jenna e meio-irmão mais novo de Elodie.
- Jessica Lynn Skinner como Kayla Landis, amiga de Tabitha.
- Haley Tju como Rachelle Cohen-Strauss
- Katrina Cunningham como Sabine, o interesse amoroso de Elodie e uma cantora em ascensão. Ela já esteve envolvida com Luca, mas Luca terminou porque ela estava consumindo todo o psicológico dele.
- Joy Bryant como Lori Foster, a mãe de Tabitha que é obcecada com sua presença na internet e como ela e sua família são apresentadas online.
- Jacob Skidmore como AJ (1ª temporada)
- Andrew Jacobs como Ben Truax (2ª temporada),[8] irmão mais velho de Moe e o interesse amoroso de Tabitha.
- Chloë Levine como Jillian (2ª temporada),[8] a nova interesse amorosa de Elodie.
- Austin Crute como Marquise (2ª temporada)[8]
- Nik Dodani como Chase (2ª temporada)[8]

### Convidado
- Larisa Oleynik como Shawn, uma mulher cleptomaníaca nas reuniões da SA.
- Andrew Keegan como Danny Truax, o pai caloteiro de Moe.
- Emmett Pearson-Brown como Jake Dunford, o conselheiro de orientação.
- Michael Cojocaru como Cara com Barril

## Episódios
| Temporada | Temporada | Episódios | Episódios | Originalmente exibido |
| --------- | --------- | --------- | --------- | --------------------- |
|           | 1         | 10        | 10        | 14 de junho de 2019   |
|           | 2         | 10        | 10        | 25 de agosto de 2020  |

### 1.ª Temporada (2019)
| N.º na série | N.º na temp. | Título (no Brasil)                             | Dirigido por      | Escrito por                                       | Lançamento          |
| --- | ------------ | ---------------------------------------------- | ----------------- | ------------------------------------------------- | ------------------- |
| 1 | 1            | "Mirror Faces" "Quem rouba mais"               | Sara St. Onge     | Amy Andelson & Emily Meyer                        | 14 de junho de 2019 |
| Adaptar-se a uma nova casa e a uma nova escola após a morte de sua mãe leva Elodie de volta à sua zona de conforto - e a uma competição com Tabitha e Moe.             |              |                                                |                   |                                                   |                     |
| 2 | 2            | "Paper Tiger"                                  | Sara St. Onge     | Linda Gase                                        | 14 de junho de 2019 |
| Um convite para um show pode ser a salvação para a saudade que Elodie sente de casa, para o crescente desencanto de Tabitha com o namorado e para a casa vazia de Moe. |              |                                                |                   |                                                   |                     |
| 3 | 3            | "P*ssy Palace" "Coisas de garotas"             | Clare Kilner      | Jess Meyer                                        | 14 de junho de 2019 |
| Um dia de voluntariado na escola oferece uma oportunidade inesperada para Elodie, Tabitha e Moe se aproximarem em uma busca por mercadorias interessantes.             |              |                                                |                   |                                                   |                     |
| 4 | 4            | "Happy F*cking Birthday" "Feliz aniversário"   | Clare Kilner      | Amy Andelson & Emily Meyer                        | 14 de junho de 2019 |
| Tabitha fica feliz por seu aniversário de 17 anos, embora continue cheia de dúvidas em relação ao namorado. Moe incentiva Elodie a se soltar.                          |              |                                                |                   |                                                   |                     |
| 5 | 5            | "Big Mistake" "O grande erro"                  | Sherwin Shilati   | Matt Shire                                        | 14 de junho de 2019 |
| Elodie, Tabitha e Moe se unem e não medem esforços para recuperar um objeto de valor afetivo, mas acabam em apuros.                                                    |              |                                                |                   |                                                   |                     |
| 6 | 6            | "Rearview Mirror" "De olho no retrovisor"      | Sherwin Shilati   | Stephanie Coggins                                 | 14 de junho de 2019 |
| Elodie vai ao shopping para tentar minimizar seu sofrimento, Moe questiona seu relacionamento com Noah e Tabitha não aguenta mais as expectativas de todos.            |              |                                                |                   |                                                   |                     |
| 7 | 7            | "Truth Serum" "Hora da verdade"                | Hannah Macpherson | Jess Meyer & Kirsten "Kiwi" Smit                  | 14 de junho de 2019 |
| Elodie, Tabitha e Moe curtem uma festa na maior descontração, mas uma confissão chocante pode abalar a amizade entre as garotas.                                       |              |                                                |                   |                                                   |                     |
| 8 | 8            | "Monday I'm in Love" "Segunda-feira da paixão" | Hannah Macpherson | Amy Andelson & Emily Meyer                        | 14 de junho de 2019 |
| Na tarde de folga da escola, Elodie se reaproxima de sua paixão, Tabitha vai fazer compras com um amigo e Moe passa o tempo com Noah.                                  |              |                                                |                   |                                                   |                     |
| 9 | 9            | "Night Market" "Bazar noturno"                 | Sara St. Onge     | Sara St. Onge                                     | 14 de junho de 2019 |
| Um furto durante um evento da escola pode ter sérias consequências para Elodie, e ela procura Tabitha e Moe em busca de ajuda.                                         |              |                                                |                   |                                                   |                     |
| 10 | 10           | "The Great Escape" "A grande fuga"             | Sara St. Onge     | Amy Andelson & Emily Meyer & Kirsten "Kiwi" Smith | 14 de junho de 2019 |
| As três garotas precisam lidar com problemas, frustrações e decisões. Brady chantageia Tabitha, Moe comete uma agressão e Elodie recebe uma proposta tentadora.        |              |                                                |                   |                                                   |                     |

### 2.ª Temporada (2020)
| N.º na série | N.º na temp. | Título (no Brasil)                                         | Dirigido por     | Escrito por                                | Lançamento           |
| --- | ------------ | ---------------------------------------------------------- | ---------------- | ------------------------------------------ | -------------------- |
| 11 | 1            | "Supernova"                                                | John Fortenberry | Amy Andelson & Emily Meyer & Kirsten Smith | 25 de agosto de 2020 |
| Moe e Tabitha fogem das perguntas sobre o paradeiro de Elodie, que enfrenta os altos e baixos da vida na estrada com Sabine.                                        |              |                                                            |                  |                                            |                      |
| 12 | 2            | "Last Night of Freedom" "A última noite de liberdade"      | John Fortenberry | Sarah Goldfinger                           | 25 de agosto de 2020 |
| Após voltar para casa, Elodie sai com Moe e Tabitha para furtar. O comportamento de Moe preocupa as amigas.                                                         |              |                                                            |                  |                                            |                      |
| 13 | 3            | "Disconnected" "Desconectado"                              | Sherwin Shilati  | Alex Blagg                                 | 25 de agosto de 2020 |
| A amizade de Moe e Tabitha é abalada após a revelação de um segredo. A pedido do pai, Elodie tenta achar uma atividade para fazer depois das aulas.                 |              |                                                            |                  |                                            |                      |
| 14 | 4            | "Ghouls Just Wanna Have Fun" "Pura diversão"               | Sherwin Shilati  | Emily Ryan Lerner                          | 25 de agosto de 2020 |
| Mesmo de castigo, Elodie convence Moe e Tabitha a ir com ela a uma festa de Halloween para tentar encontrar uma garota.                                             |              |                                                            |                  |                                            |                      |
| 15 | 5            | "Works In Progress" "Autodescobertas"                      | Ayoka Chenzira   | Baindu Saidu & Courtney Perdue             | 25 de agosto de 2020 |
| Moe tenta ser o tipo de namorada que Noah procura. Tabitha sofre preconceito em uma loja. Elodie se abre com Jillian.                                               |              |                                                            |                  |                                            |                      |
| 16 | 6            | "Ocean's 11th Grade" "Tudo por uma boa nota"               | Ayoka Chenzira   | Emma Fletcher                              | 25 de agosto de 2020 |
| Enquanto Elodie celebra uma etapa vencida em seu tratamento, Moe enfrenta um esquema de chantagem em uma competição de robótica.                                    |              |                                                            |                  |                                            |                      |
| 17 | 7            | "Same Time Last Year" "No ano passado"                     | Megan Griffiths  | Crystal Ferreiro                           | 25 de agosto de 2020 |
| Um jantar no Dia de Ação de Graças vem acompanhado de um convidado surpresa, um romance secreto e várias lembranças para Elodie, Tabitha e Moe.                     |              |                                                            |                  |                                            |                      |
| 18 | 8            | "Black Friday" "Comprar ou brigar"                         | Megan Griffiths  | Emily Ryan Lerner & Kirsten "Kiwi" Smith   | 25 de agosto de 2020 |
| Enquanto Elodie faz sua estreia musical, Moe e Tabitha lidam com sua amizade estremecida e problemas familiares.                                                    |              |                                                            |                  |                                            |                      |
| 19 | 9            | "Aren't You Gonna Say Something" "Vai falar alguma coisa?" | Sara St. Onge    | Alex Blagg                                 | 25 de agosto de 2020 |
| As consequências da prova roubada preocupam Moe. Um encontro entre Elodie e Sabine acaba em um roubo inesperado. Um reencontro com o ex faz Tabitha abrir os olhos. |              |                                                            |                  |                                            |                      |
| 20 | 10           | "We Belong" "Amigas para sempre"                           | Sara St. Onge    | Amy Andelson & Emily Meyer                 | 25 de agosto de 2020 |
| Na esperança de que vão curar cicatrizes do passado e seguir em frente juntas, as três amigas planejam um último crime.                                             |              |                                                            |                  |                                            |                      |

## Produção

### Desenvolvimento
Em 15 de outubro de 2018, a Netflix anunciou que havia um pedido de série em produção. Também anunciou que Linda Gase atuaria como showrunner, as roteiristas incluiriam Amy Andelson, Emily Meyer e Kirsten "Kiwi" Smith e que Sara St. Onge dirigiria os dois primeiros episódios da série. Em 29 de julho de 2019, a série foi renovada para uma segunda e última temporada.

### Seleção de elenco
Juntamente com o anúncio inicial da série, foi anunciado que Brianna Hildebrand, Kiana Madeira, Quintessa Swindell, Larry Sullivan, Brandon Butler, Odiseas Georgiadis, Henry Zaga, October Moore e Larisa Oleynik estrelariam a série. Em 22 de outubro de 2019, foi relatado que Austin Crute, Nik Dodani, Andrew Jacobs e Chloë Levine foram escalados para papéis recorrentes na segunda temporada.

## Lançamento

### Marketing
Em 30 de maio de 2019, foi lançado o primeiro trailer. A primeira temporada estreou em 14 de junho de 2019. Em 13 de agosto de 2020, o trailer da segunda temporada foi lançado. A segunda temporada foi lançada em 25 de agosto de 2020.

## Recepção
No agregador de resenhas Rotten Tomatoes, a primeira temporada tem uma taxa de aprovação de 56% com uma classificação média de 8/10, com base em 9 análises.